# Taules de Pere el Cerimoniós
Les Taules de Pere el Cerimoniós, Taules de Barcelona o Taules de Pere III (tal com estan definides al ms. de la BNP), són unes taules astronòmiques fetes calcular per Pere el Cerimoniós. Aquest rei va ser un gran impulsor de la cartografia i de l'astronomia. A part de fabricar bombardes i fer-ne servir una contra Pere el Cruel a la batalla naval de Barcelona (1359), va promulgar un decret pel que tota nau catalana havia de dur a bord, entre d'altres, un compàs, una carta portolana, i un astrolabi. La longitud es calculava per estima, en canvi la latitud es calculava per mesures d'angles preses amb instruments (quadrants, bastons de Jacob o astrolabis), fets entre d'altres, pels jueus bruxolers de Mallorca. De nit es mesurava amb l'altura de l'estel Polar i de dia amb l'altura del sol, amb l'ajut de taules amb la declinació del sol. Tanmateix, els càlculs ben fets en el model geocèntric són perfectament vàlids en el model geocèntric, ja que avui dia en la resolució de problemes astronòmics se sol suposar la terra quieta com centre d'una esfera terrestre mòbil.
Com complement doncs d'aquesta llei, va encarregar (1360-1380) a Jacob Corsino unes noves taules, que havien iniciat en Pere Gilbert i van finalitzar Dalmau Sesplanes, construint un observatori i fabricant uns instruments astronòmics (esferes armil·lars, quadrants, astrolabis, etc.), de gran mida per a guanyar precisió, únics al seu temps i ja desapareguts.
Les taules van ser totalment calculades a Barcelona:".. calculades pels més savis d'Aragó, Catalunya, Montepelusano i Marsella..", (Montepelusano = Montpeller actual) sent les primeres no traduïdes de les de Muhàmmad ibn Mussa al-Khwarazmí, Abu-l-Abbas al-Fargani o Al-Battaní.

## Descobriment
Les taules van ser descobertes a finals del segle xix en un manuscrit en llatí de la Biblioteca Nacional de França i un altre en hebreu a la Biblioteca Apostòlica Vaticana. Moritz Steinschneider va comparar-les i va desmentir Manuel Rico Sinobas, que les considerava un epígraf de les Taules alfonsines. Va afirmar que ambdós manuscrits atestaven que s'havien fet a Barcelona per ordre del rei Pere. Es van trobar altres manuscrits en hebreu conservats a Suïssa i a la Ciutat del Vaticà, a part del document en hebreu de Barcelona cedit per un rabí de la ciutat abans de la Guerra Civil Espanyola. Josep Maria Millàs Vallicrosa va concloure el debat en trobar el manuscrit català a la biblioteca de Ripoll, i comparant tots els documents va poder reconstruir les taules originals.

## Llista de manuscrits
- BNP nº.10.263 (llatí)

Rico Sinobas ⇒ epígraf “T.Alfonsíes”
- B.Vaticana nº.379,nº.356 (hebreu)

M.Steinschneider ⇒ Rei Pere, original català
- Ms.Berna nº.227 (hebreu)
- N.B. Viena nº 132 (hebreu)
- B.Catalunya nº.1.664 (hebreu)
- B. Mata Ripoll ms. nº.21 (català)

Trobat per Millàs Vallicrosa